# エルンスト・ブッシュ (俳優)
フリードリヒ・ヴィルヘルム・エルンスト・ブッシュ (Friedrich Wilhelm Ernst Busch, 1900年1月22日 - 1980年6月8日) は、ドイツの歌手、俳優。
エルンスト・ブッシュが最初に話題になったのは、1920年代にベルリンのカバレットで政治的な歌を歌った事と、特にクルト・トゥホルスキーの通訳として働いていた事で有名になった。
彼は1928年にベルトルト・ブレヒトの戯曲の映画化作品「三文オペラ」に主演、1931年に同じゲオルク・ヴィルヘルム・パープスト監督の映画「炭坑 」にも主演し、ベルトルト・ブレヒトが製作した映画「クウレ・ワムペ 」にも出演した。
ブッシュは生涯共産主義者だったために、ナチス・ドイツ政権の成立後はゲシュタポから追われたので1933年には亡命し、最終的にソビエト連邦に定住した。1937年にスペイン内戦でナショナリスト派と戦うため国際旅団に参加した。彼の戦時歌は録音され、ラジオ・バルセロナとラジオ・マドリードで放送された。スペイン共和国がフランシスコ・フランコ将軍の手に落ちた後、ブッシュはドイツ占領下のベルギーに抑留され、それ以降はギュルス収容所に収監された。1945年に赤軍によって解放された彼は東ベルリンに定住し、自身のレコードレーベル（後のドイツ・シャルプラッテン）を創設してベルトルト·ブレヒトとエルヴィン・ピスカトールと共に「ベルリナー・アンサンブル」で働き始めた。

## 録音されたスペイン内戦の歌（不完全なリスト）
"Canciones de las Brigadas Internacionales"と"Solidarität"から
- Adelante Campesinos
- Am Rio Jarama（英語版） - "ハラマの戦線で"
- Ballade der XI Brigade - YouTube / Lied von der XI Brigade - "第11旅団の歌"
- Los Campesinos - "小作人"
- Las Compañías de Acero
- Los Cuatro Generales
- Himno de Riego / Riego Hymne - "リエゴ大佐の賛歌"
- Hans Beimler
- Des Lied von der Einheitsfront' / Einheitsfrontlied
- Lied der Internationalen Brigaden' / Lied Der Interbrigaden - "国際旅団の歌"
- Mamita Mia
- Die Moorsoldaten - "泥炭地の兵士たち（英語版）"
- Nuestra Bandera - "我らの旗"
- Peter, Mein Kamerad - "私の同志、ペーター"
- "Spaniens Himmel" or "Die Thälmann-Kolonne" - "スペインの空" or "テールマン輸送団"[3] (Page 30f)

## 第二次世界大戦の録音や他の曲（不完全なリスト）
- Ach Ihr Wege
- Aufbauleid
- Ballade von den Säckeschmeißern
- Der Barrikaden
- Dank Euch Ihr Sowjetsoldaten
- Diplomaten
- Der Graben
- Der heimliche Aufmarsch
- Es Kommt der Tag
- Frieden der Welt
- Kämpfen wie Lenin
- Kampflied gegen den Faschismus
- Korea
- Lenin
- Lied der Bergarbeiter
- Lied der Interbrigaden
- Lied der Partei - 1950
- Lied des Werktätigen
- Lied vom Vaterland
- Linker Marsch
- Links Rechts
- Lob des Kommunismus
- Marsch der Antifaschisten
- Der Marsch Ins Dritte Reich
- Matrosen von Kronstadt
- Der rote Wedding
- Sehnsucht nach der Heimat
- Solidaritätslied
- Stalin Freund Genosse - 1949
- Trotz alledem
- Vorwärts Bolschewik

## 賞、メダル、評価
舞台演技や演出を学ぶための一流学校として有名だったベルリン・ドイツ演劇学校は、俳優である彼にちなんでエルンスト・ブッシュ演劇大学（Hochschule für Schauspielkunst „Ernst Busch“）に改名された。エルンスト·ブッシュは1970年から1971年の間にレーニン平和賞を受賞した。

## 映画
- 三文オペラ (1928年)
- カタリーナ・クニー（英語版） (1929年)
- 炭坑 (1931年)
- クウレ・ワムペ (1932年)